# Zeria lawrencei
Zeria lawrencei är en spindeldjursart som först beskrevs av Roewer 1933.  Zeria lawrencei ingår i släktet Zeria och familjen Solpugidae.

## Underarter
Arten delas in i följande underarter:
- Z. l. lawrencei
- Z. l. spatulata